# Park Krajobrazowy Dolina Dolnej Odry
Park Krajobrazowy Dolina Dolnej Odry został utworzony 1 kwietnia 1993, obejmuje obszar położony na Międzyodrzu pomiędzy rozgałęzieniem Odry na Odrę Wschodnią i Zachodnią (główny nurt) na północ od Widuchowej do Kanału Leśnego (na południe i zachód od Szczecina). Powierzchnia parku wynosi 6009 ha, otaczająca go otulina liczy 1140 ha. Wraz z niemieckim parkiem narodowym Nationalpark Unteres Odertal tworzy Międzynarodowy Park Dolina Dolnej Odry. Administracyjnie położony jest w gminach: Kołbaskowo, Gryfino i Widuchowa.
Park wchodzi w skład Zespołu Parków Krajobrazowych Województwa Zachodniopomorskiego z siedzibą w Szczecinie przy ul. Kopalnianej 2.
Całe terytorium parku pokrywają obszary sieci Natura 2000 – obszar specjalnej ochrony ptaków „Dolina Dolnej Odry” PLB32003 oraz specjalny obszar ochrony siedlisk „Dolna Odra” PLH320037.

## Charakterystyka
Obszar parku obejmuje fluwiogeniczne torfowiska i mokradła poprzecinane siecią kanałów i starorzeczy, z florą i fauną niespotykaną już w dolinach innych, wielkich rzek europejskich, m.in. grzybieńczyk wodny, salwinia pływająca, starzec bagienny. Około 4% powierzchni Parku zajmują lasy olsowe. Łęgi wierzbowe rosną przede wszystkim na brzegach rzek oraz starorzeczy i kanałów. Ekspansywnym zbiorowiskiem na całym Międzyodrzu są zarośla łozowe i wiklinowe, reprezentowane przede wszystkim przez wierzbę szarą, wierzbę trójpręcikową i wiciową. Najbardziej rozległe przestrzenie porastają turzycowiska, mannowiska i trzcinowiska, a w mniejszym wymiarze szuwar pałkowy.
Najważniejszą grupę zwierząt w Parku stanowią ptaki, ponieważ jest on dla nich ważnym przystankiem na południkowej drodze ich przelotów oraz miejscem koncentracji wielu gatunków ptaków wodno-błotnych, takich jak gęsi i żurawie. Z gatunków lęgowych ptaków zagrożonych wyginięciem w skali Europy występują tu: bielik, rybołów, kania czarna, kania ruda, błotniak zbożowy, błotniak łąkowy, sowa błotna, wodniczka (ptak zagrożony wyginięciem w skali światowej), wodnik.
Dwa największe ssaki chronione występujące w Parku to bóbr i wydra. Najliczniejszą grupą drapieżników w Parku są łasicowate: wydra europejska, kuna leśna, kuna domowa, łasica, tchórz, gronostaj. Mniej licznie występują psowate, do których zaliczają się lis i jenot. Spośród ssaków parzystokopytnych występuje tu dzik oraz sarna.
Wody stanowią ważne środowisko bytowania i rozrodu ryb, stwarzając poprzez wielką różnorodność kanałów (pod względem wielkości, głębokości, prędkości przepływu, różnego stopnia zarastania) całą gamę siedlisk, odpowiadających rybom różnych gatunków. Do najliczniej występujących należą tu gatunki, takie jak leszcz, krąp, płoć, szczupak, węgorz, kleń, boleń, lin, karp, sum, okoń, sandacz. Spośród rzadszych lub chronionych gatunków możemy tu spotkać kiełbia, piskorza, kozę, sumika karłowatego, minoga rzecznego oraz miętusa.
Liczną grupę stanowią również gatunki płazów i gadów.
Z wysokich zboczy Doliny Dolnej Odry, sięgających w okolicach Szczecina i Widuchowej do 70 m n.p.m., rozciąga się widok na wyspy Międzyodrza.

## Rezerwaty przyrody
Na terenie parku znajdują się dwa rezerwaty przyrody:
- Kurowskie Błota położony na wyspie Wielkie Bagno Kurowskie (pow. 98,44 ha) – z terenami lęgowymi kormoranów, czapli siwej oraz kilku gatunków chronionych ptaków drapieżnych, takich jak myszołowy czy bieliki
- Kanał Kwiatowy leżący po północnej stronie autostrady A6 ok. 200 m na wschód od mostu A6 nad Odrą Zachodnią (pow. 3 ha) – z unikalną roślinnością wodną i bagienną, taką jak salwinia pływająca czy grzybieńczyk wodny.

W bezpośrednim sąsiedztwie Parku jest zlokalizowany rezerwat Wzgórze Widokowe nad Międzyodrzem, leżący po południowej stronie autostrady A6 ok. 200 m na zachód od mostu A6 nad Odrą Zachodnią na kulminacji Wału Stobniańskiego (4,2 ha) – z widokiem na tereny Międzyodrza i Wzgórz Bukowych z Puszczą Bukową.

## Historia
Ze względu na podmokły charakter Parku obszar ten nie został nigdy w pełni skolonizowany przez człowieka. Istotne znaczenie dla krajobrazu obszaru Parku posiada wspomniana sieć starorzeczy, kanałów, rowów i rozlewisk, których łączna długość wynosi ponad 200 km. Część z nich służyła wcześniej procesom melioracyjnym na obszarze, który został w ostatnich latach poddany postępującej naturalizacji. W okresie międzywojennym znaczne nakłady finansowe pochłonęły inwestycje, mające na celu wykorzystanie rolnicze Międzyodrza, ale nie przyniosły one spodziewanych efektów. Po 1945 zaniechano działań o charakterze rolniczym, a także zaprzestano konserwacji powstałych urządzeń hydrotechnicznych. Pograniczny charakter omawianego obszaru praktycznie uniemożliwił poruszanie się po tym terenie ludzi. W związku z tym przyroda powoli wróciła do stanu sprzed prac hydrologicznych i dzisiaj jest to w sposób naturalny zalewana, zależnie od poziomu wody w Odrze, przestrzeń pokryta turzycowiskami, szuwarami, zaroślami łozy, skupieniami łęgu wierzbowo-topolowego i kompleksami łęgu solowego.
Po dawnych pracach nad melioracją pozostało wiele zabytkowych budowli hydrotechnicznych służących niegdyś do regulacji poziomu wody na Międzyodrzu, głównie w celu utrzymywania pastwisk oraz zabezpieczenia przeciwpowodziowego.
Rozważana jest zmiana sposobu ochrony na Park Narodowy. Park miałby objąć tereny dzisiejszego parku krajobrazowego, bez nurtów Regalicy i Odry Zachodniej. Zachowana byłaby żeglowność Odry w otoczeniu parku.